# SN 2007gj
SN 2007gj – supernowa odkryta 4 sierpnia 2007 roku w galaktyce E298-G28. W momencie odkrycia miała maksymalną jasność 16,20m.